# Phialophora cyclaminis
Phialophora cyclaminis är en svampart som beskrevs av J.F.H. Beyma 1942. Phialophora cyclaminis ingår i släktet Phialophora och familjen Herpotrichiellaceae.   Inga underarter finns listade i Catalogue of Life.